# Championnats d'Amérique du Nord de patinage artistique 1933
Navigation
Édition précédente Édition suivante
Les 6e championnats d'Amérique du Nord de patinage artistique ont lieu les 10 et 11 février 1933 au Ice Club (pour les figures imposées) et au Madison Square Garden III (pour les programmes libres) de New York dans l'État de New York aux États-Unis. 
Quatre épreuves y sont organisées: messieurs, dames, couples artistiques et quartettes.
Constance Wilson-Samuel et son frère Montgomery Wilson remportent leur troisième et dernier titre consécutif en couples artistiques. Parallèlement, Constance Wilson-Samuel remporte son troisième titre consécutif chez les Dames, et Montgomery Wilson son troisième titre chez les Messieurs.

## Podiums
| Épreuves                       | Or                                                              | Argent                                                                         | Bronze                                                                       |
| ------------------------------ | --------------------------------------------------------------- | ------------------------------------------------------------------------------ | ---------------------------------------------------------------------------- |
| Messieurs résultats détaillés  | Montgomery Wilson                                               | James Lester Madden                                                            | Robin Lee                                                                    |
| Dames résultats détaillés      | Constance Wilson-Samuel                                         | Cecil Smith                                                                    | Suzanne Davis                                                                |
| Couples résultats détaillés    | Constance Wilson-Samuel / Montgomery Wilson                     | Maude Smith / Jack Eastwood                                                    | Kathleen Lopdell / Donald Cruikshank                                         |
| Quartettes résultats détaillés | Margaret Davis / Prudence Holbrook / Melville Rogers / Guy Owen | Constance Wilson-Samuel / Elizabeth Fisher / Montgomery Wilson / Hubert Sprott | Theresa Weld-Blanchard / Suzanne Davis / Fred Parmenter / Richard L. Hapgood |

## Tableau des médailles
| Rang  | Nation     | Or | Argent | Bronze | Total |
| ----- | ---------- | -- | ------ | ------ | ----- |
| 1     | Canada     | 4  | 3      | 1      | 8     |
| 2     | États-Unis | 0  | 1      | 2      | 3     |
| Total | Total      | 4  | 4      | 3      | 11    |

## Détails des compétitions

### Messieurs
| Rang    | Nom                 | Pays       |
| ------- | ------------------- | ---------- |
| 1       | Montgomery Wilson   | Canada     |
| 2       | James Lester Madden | États-Unis |
| 3       | Robin Lee           | États-Unis |
| 4       | William Nagle       | États-Unis |
| Forfait | Roger Turner        | États-Unis |

### Dames
| Rang    | Nom                     | Pays       |
| ------- | ----------------------- | ---------- |
| 1       | Constance Wilson-Samuel | Canada     |
| 2       | Cecil Smith             | Canada     |
| 3       | Suzanne Davis           | États-Unis |
| 4       | Audrey Peppe            | États-Unis |
| 5       | Hulda Berger            | États-Unis |
| Forfait | Maribel Vinson          | États-Unis |

### Couples
| Rang    | Nom                                         | Pays       |
| ------- | ------------------------------------------- | ---------- |
| 1       | Constance Wilson-Samuel / Montgomery Wilson | Canada     |
| 2       | Maude Smith / Jack Eastwood                 | Canada     |
| 3       | Kathleen Lopdell / Donald Cruikshank        | Canada     |
| 4       | Grace Madden / James Lester Madden          | États-Unis |
| 5       | Gertrude Meredith / Joseph Savage           | États-Unis |
| Forfait | Maribel Vinson / George Hill                | États-Unis |

### Quartettes
| Rang | Nom                                                                            | Pays       |
| ---- | ------------------------------------------------------------------------------ | ---------- |
| 1    | Margaret Davis / Prudence Holbrook / Melville Rogers / Guy Owen                | Canada     |
| 2    | Constance Wilson-Samuel / Elizabeth Fisher / Montgomery Wilson / Hubert Sprott | Canada     |
| 3    | Theresa Weld-Blanchard / Suzanne Davis / Fred Parmenter / Richard L. Hapgood   | États-Unis |